# Amersid
Amersid (àrab امرصيد) és una comuna rural de la província de Midelt de la regió de Drâa-Tafilalet. Segons el cens de 2014 tenia una població total de 5.857 persones.